# ヨン・イェンセン
ヨン・イェンセン（John Jensen、1965年5月3日 -）は、デンマーク・コペンハーゲン出身の元同国代表サッカー選手、元サッカー指導者。現役時代のポジションはMF。

## 経歴
デンマーク代表が1992年のUEFA EURO '92で初優勝した当時の中心選手の一人。1987年に代表デビューを飾ると1995年に代表から退くまで国際Aマッチ69試合出場4得点を記録した。イェンセンの存在が注目を集めたのはEURO '92における活躍である。決勝のドイツ戦では、前半18分にキム・ヴィルフォルトのヒールキックから強烈なミドルシュートを決め、2-0の勝利に貢献した。
クラブレベルでは1988年にブレンビーIFで選手キャリアをスタートさせると、1980年代後半の同クラブのタイトル獲得の支援となると共に1987年にはデンマーク年間最優秀選手賞を受賞した。1988年にドイツのハンブルガーSVへ移籍した後、ブレンビーIFへ復帰し、1991年のUEFAカップ準決勝進出に貢献した。
デンマーク代表での活躍の後、1992年夏にイングランドのアーセナルFCへ移籍。アーセナルでは守備的MFとしてリーグ戦132試合に出場し、1992-93シーズンのFAカップ、フットボールリーグカップの二冠。UEFAカップウィナーズカップでは1993-94シーズンに優勝、1994-95シーズンに準優勝を経験した。しかし、守備的なポジションで献身的な活躍を見せながらも、アーセナルのファンにとってはEURO '92で見せた豪快なシュートのイメージが強烈に記憶に残り、彼がペナルティエリアから遠く離れた場所でボールをキープする場面でも「Shooooot」と嘆願する場面も見られた。
1999年にデンマークの小クラブ、ヘルフォルゲBKに選手兼任監督すると、初年度の1999-2000デンマーク・スーペルリーガ優勝に導いた。しかし、ヘルフォルゲでの成功も短期間で終わり、2000-01には11位となりクラブは降格した。2002年に現役引退後はミカエル・ラウドルップのアシスタントとして古巣のブレンビーIFのコーチに就任。2007年にラウドルップが2007年にスペインのヘタフェCFの監督に就任すると、イェンセンもアシスタントとして同行した。
2009年1月、デンマーク1部のクラブ、ラナースFCに監督として就任した。

## タイトル

### クラブ
ブレンビー
- デンマーク・スーペルリーガ : 4回 (1991, 1995-96, 1996-97, 1997-98)
- デンマーク・ファーストディビジョン : 3回 (1987, 1988, 1990)

アーセナル
- FAカップ : 1回 (1992-93)
- リーグカップ : 1回 (1992-93)

### 代表
- UEFA欧州選手権 : 1回 (1992)

### 個人
- デンマーク年間最優秀サッカー選手賞 : 1回 (1987)

### 監督
ヘルフォーグ
- デンマーク・スーペルリーガ : 1回 (1999-00)